# Ab ovo
Ab ovo — стійкий фразеологічний зворот, який означає «від самого початку». У дослівному перекладі з латини — «від яйця». 
У сатирах Горація «ab ovo» вживається у словосполученні ab ovo usque ad mala — «від яєць до яблук», тобто, від початку й до кінця трапези.
В іншому творі Горація, «Наука поезії», «ab ovo» вживається у відношенні до занадто затягнутої передмови. Буквально означає починати розповідь про Троянську війну «з яйця» близнюків, одним з яких була Єлена — непряма винуватиця війни.
лат. «Ab Ovo Ledae incipera» — латинська приказка Квінтиліана, буквально означає: «починати від яйця Леди», тобто, докладно дослідити справу.